# Pierre Rosanvallon
Pierre Rosanvallon (1 de enero de 1948) es un historiador, sociólogo e intelectual francés nacido en Blois, capital del departamento de Loir y Cher. Su obra escrita y su tarea académica están referidas principalmente a la historia de la democracia, al modelo político francés, al papel del Estado y a la cuestión de la justicia social en las sociedades contemporáneas. Es profesor de historia moderna y de política en el Colegio de Francia y es también director de estudios en la Escuela de Altos Estudios en Ciencias Sociales (EHESS).
Ha sido uno de los principales teóricos de la autogestión, en su acepción de economía política. En su libro, L'âge de l'autogestion, sostiene la herencia filosófica de esta corriente administrativa en Karl Marx y en Alexis de Tocqueville y anuncia una «rehabilitación de lo político» por la vía de la autogestión.

## Datos biográficos

### Estudios
- Diplomado de la Escuela de Altos Estudios Comerciales de París (HEC).
- Doctor de Estado en Ciencias de gestión.
- Doctor de 3.er. ciclo en historia.
- Doctor de Estado en Letras y Ciencias Humanas.

### Trayectoria profesional
Ha sido miembro de la Confederación francesa democrática del trabajo (CFDT), del Partido Socialista Unificado de Francia (PSU) y del Partido Socialista francés.
En 1982, creó la Fundación Saint-Simon junto con François Furet, que se extinguió el 31 de diciembre de 1999.
Es miembro desde 2002 del Consejo Científico de la Biblioteca Nacional de Francia y desde 2004 del Consejo Científico de la Escuela Normal Superior de París.
En 2002 creó, con el soporte financiero de grandes empresas como Altadis, Lafarge, Electricidad de Francia (EDF), Air France (AF), entre otras, La República de las ideas, un «taller intelectual» que preside. Su ambición es de «refundar una nueva crítica social», separada de lo que él denomina «arqueo-radicalismo» o la «ideología nostálgica-radical». El taller edita una revista llamada, La Vida de la Ideas.
En mayo de 2009, en el contexto de su República de las Ideas, organizó un foro con el tema  "Reinventando la democracia".

## Reconocimientos
- Caballero de la Legión de Honor (2 de octubre de 1998)
- Oficial de la Legión de Honor (13 de julio de 2010)[8]

## Obra
La obra de Pierre Rosanvallon ha sido traducida a 18 idiomas (alemán, inglés, árabe, chino, español, finlandés, griego, húngaro, italiano, japonés, polaco, portugués, rumano, ruso, esloveno, sueco, turco, ucraniano) y editada en 23 países (Fuente: Catálogo de la Biblioteca del Colegio de Francia).
- L'Âge de l'autogestion, Le Seuil, coll. Points politique, 1976, 246 p.
- Pour une nouvelle culture politique (avec Patrick Viveret), Le Seuil, coll. Intervention, 1977.
- Le Capitalisme utopique. Histoire de l'idée de marché, Le Seuil, coll. Sociologie politique, 1979; coll. Points Politique, n° 134, 1989 (sous le titre Le Libéralisme économique); nouvelle édition sous le titre initial, Points Essais, n° 385, 1999.
- La Crise de l'État-providence, Le Seuil, 1981; Coll. Points Politique, 1984; Points Essais, n° 243, 1992.
- Misère de l’économie, Le Seuil, 1983.
- Le Moment Guizot, Gallimard, Bibliothèque des sciences humaines, 1985.
- La Question syndicale. Histoire et avenir d'une forme sociale, Calmann-Lévy, coll. Liberté de l'esprit, 1988;  Nouvelle édition, coll. Pluriel, 1990 et 1998.
- La République du centre. La fin de l’exception française, avec François Furet et Jacques Julliard, Calmann-Lévy, coll. « Liberté de l’esprit», 1988, 1994, 182 pp., ISBN 978-270211752; nouvelle édition, Hachette, « Pluriel», 1989, 224 pp., ISBN 978-2-01-015380-8
- L'État en France de 1789 à nos jours, Le Seuil, L'Univers historique, 1990; coll. Points Histoire, 1993 et 1998.
- Le Sacre du citoyen. Histoire du suffrage universel en France, Gallimard, Bibliothèque des histoires, 1992; Folio-Histoire, 2001.
- La Monarchie impossible. Histoire des Chartes de 1814 et 1830, Fayard, Histoire des constitutions de la France, 1994.
- Le Nouvel Âge des inégalités (avec Jean-Paul Fitoussi), Le Seuil, 1996; Points Essais, n° 376, 1998.
- La nouvelle question sociale. Repenser l'État-providence, Le Seuil, 1995. Coll. Points essais, 1998 (2 éditions), ISBN 2-02-022030-X
- Le Peuple introuvable. Histoire de la représentation démocratique en France, Gallimard, Bibliothèque des histoires, 1998; Folio-Histoire, 2002.
- La Démocratie inachevée. Histoire de la souveraineté du peuple en France, Gallimard, Bibliothèque des histoires, 2000, Folio Histoire 2003[9]
- Pour une histoire conceptuelle du politique, Le Seuil, 2003
- Le Modèle politique français. La société civile contre le jacobinisme de 1789 à nos jours, Le Seuil, 2004; Points-Histoire, n° 354, 2006.
- La contre-démocratie. La politique à l'âge de la défiance, Seuil, 2006; Points-Essais, n° 598, 2008. ISBN 978-2-02-088443-3"[10]
- La Légitimité démocratique. Impartialité, réflexivité, proximité, Le Seuil, 2008; Points Essais ISBN 978-2-7578-1788-9
- La Société des égaux, Le Seuil, 2011.
- "Controdemocrazia. La politica nell'era della sfiducia", Castelvecchi editore, settembre 2012.